# Stratocaster
Fender Stratocaster er en elektrisk guitarmodel produceret af Fender Musical Instruments Corporation, USA, fra 1954 til i dag. Modellen bruges af mange førende guitarister og har været med på mange historiske pladeindspilninger gennem tiderne.

## Historie
Fender Electric Instrument Manufacturing Company, nu kendt som Fender Musical Instruments Corporation, blev grundlagt af Leo Fender (1909-1991), som spillede en ledende rolle i udviklingen af elektriske guitarer.

### Første Fender guitar 1947 (Telecasteren)
Den første elektriske guitar som firmaet producerede, var Fender Broadcaster. Det viste sig desværre at Sligerland (trommeproducent) allerede havde beskyttet navnet Broadcaster, så Fender måtte se sig om efter et andet navn. I første omgang blev fabrikkens medarbejdere sat til at slibe navnet af guitarhovedet. Guitaren er i samlerkredse kendt som "Fender No-caster" og er i dag en formue værd.
Det nye navn blev "Fender Telecaster", idet navnet skulle give associationer til Television, som på dette tidspunkt var synonym med fremtid, og Fender ønskede, at den nye guitar skulle være en slags fremtidsvision, men af hensyn til konservative musikere blev den markedsført som "The spanish electric guitar", idet mange musikere var meget skeptiske over for en helt massiv og meget simpel guitar.
Fender Telecaster har 2 pickupper og produceres i dag helt uændret. Mange musikere syntes på det tidspunkt, at guitaren havde et meget klodset udseende, var tung at stå med en hel aften og at det samtidig var svært at se ned over guitarkroppen.

### Stratocasteren 1954
Leo Fenders beslutning om at udvikle en ny guitar var meget påvirket af flere store guitarister på den tid; Bill Carson og Rex Galleon, som efterlyste en guitar med en anden facon end Telecasteren, som de syntes havde skarpe kanter og var ubehagelig mod brystkassen og den højre arm. Under konstruktionen af kroppen til Stratocasteren blev derfor en stor del af bagsiden af guitaren, og den del som højre arm hviler mod, skåret væk for at øge spillekomforten. Dermed var The Custom Contour Body opfundet.
Den nye krop sammen med den »synkroniserede tremolo«-stol var et revolutionerende design for datidens guitarer.
Guitaren bestod af en påskruet 21-bånds lønnehals med lønnegribebræt, tre single coil-pickupper, en 3-vejs vendbar afbryder til at skifte mellem pickupperne, en volumenkontrol og to tonekontroller for de to første pickupper. Patenter blev udtaget for alle disse nye design, og Stratocasteren kom på markedet tidligt i 1954 for $249.50.
Produktionen af den forholdsvis enkle Telecaster fortsatte. Dette var en fornuftig disposition; både Stratocasteren og Telecasteren beholdt deres popularitet blandt guitarister.

### Stratocasteren popularitet
Det Stratocasteren måske er mest kendt for, er den »crispy« lyd som opnås, når to af single coil-pickupperne bruges samtidig. I de tidligste modeller var afbryderen som skiftede mellem pickupperne kun 3-vejs, beregnet til kun at bruge en enkelt pickup ad gangen. Der gik ikke lang tid, før det blev populært at låse afbryderen i midterstilling mellem pickupperne, enten ved at kile en tændstik i afbryderen, eller slet og ret ved at skille guitaren ad og lodde rundt på ledningerne. Herefter solgtes guitaren med 5-vejs-afbryder, så man ikke behøvede "amatør"-løsninger mere.
Stratocasterens historie gennem 50 år på markedet er imponerende. Det er den mest kopierede elektriske guitar gennem tiderne, og populariteten viser ingen tegn til at aftage; den er fortsat en af de mest populære af alle solgte guitarmodeller.
Stratocasteren kaldet “The Black Strat”, som guitaristen David Gilmour spillede på med Pink Floyd, er den dyreste guitar, der nogensinde er solgt. Da Gilmour solgte sin guitarsamling på auktion i 2019, blev guitaren solgt for 3.750.000 $.